# Biokoviellidae
Biokoviellidae é uma família de milípedes pertencente à ordem Chordeumatida.
Género:
- Biokoviella Mršić, 1992